# クロネッカーの極限公式
数学において、古典的なクロネッカーの極限公式（クロネッカーのきょくげんこうしき、英: Kronecker limit formula）は、デデキントのエータ函数によって実解析的アイゼンシュタイン級数（もしくは、エプシュタインのゼータ函数）の s = 1 での定数項を記述する。命名はレオポルト・クロネッカーにちなんでいる。クロネッカーの極限公式には、より込み入ったアイゼンシュタイン級数へ多くの一般化がある。またGoldsteinによって任意の代数体に一般化されている。

## クロネッカーの第一極限公式
クロネッカーの第一極限公式は、
{\displaystyle E(\tau ,s)={\pi  \over s-1}+2\pi (\gamma -\log(2)-\log({\sqrt {y}}|\eta (\tau )|^{2}))+O(s-1)}
である。ここに、
- E(τ, s) は、Re(s) > 1 に対して
 {\displaystyle E(\tau ,s)=\sum _{(m,n)\neq (0,0)}{y^{s} \over |m\tau +n|^{2s}}}
 で与えられ、解析接続によって他の複素数 s に対しても与えられる。
- γ はオイラー・マスケローニ定数である。
- τ = x + iy で y > 0 とする。
- {\displaystyle \textstyle q=e^{2\pi i\tau }} として {\displaystyle \textstyle \eta (\tau )=q^{1/24}\prod _{n\geq 1}(1-q^{n})} はデデキントのエータ函数である。

従って、アイゼンシュタイン級数は s = 1 で留数 π の極を持ち、クロネッカーの第一極限公式は、この極でのローラン級数の定数項を与える。

## クロネッカーの第二極限公式
クロネッカーの第二極限公式は、
{\displaystyle E_{u,v}(\tau ,1)=-2\pi \log |f(u-v\tau ;\tau )q^{v^{2}/2}|}
である。ここに、
- u と v は実数で、ともに整数であることはない。
- q = e2πiτ かつ qa = e2πiaτ
- p = e2πiz かつ pa = e2πiaz
- Re(s) > 1 に対し 
 {\displaystyle E_{u,v}(\tau ,s)=\sum _{(m,n)\neq (0,0)}e^{2\pi i(mu+n\tau )}{y^{s} \over |m\tau +n|^{2s}}}
 で、他の複素数 s に対しては解析接続によって定義される。
- {\displaystyle \textstyle f(z,\tau )=q^{1/12}(p^{1/2}-p^{-1/2})\prod _{n\geq 1}(1-q^{n}p)(1-q^{n}/p)}

## 応用
クロネッカーの極限公式を使って虚二次体 k のヘッケ L 函数の s = 1 での値を計算することができる。
簡単のため、χ を k のイデアル類群の自明でない指標として、これに対するヘッケ L 函数 L(s, χ) の場合を考える。この L 函数は、定義より次のように部分 ζ 函数の和に分解できる。
{\displaystyle L(s,\chi )=\sum _{A}\chi (A)\zeta (s,A)}
ここで A は k のイデアル類（イデアル類群の元）をすべて渡り、ζ は ζ(s, A) = ∑𝔞 ∈ A N𝔞−s で定義される部分 ζ 函数である。今イデアル類 A−1 に含まれるイデアル 𝔟 を一つ固定する。A に含まれる任意のイデアル
𝔞
に
𝔟
をかけると単項イデアルになるので、𝔞𝔟 = (γ)
となる
𝔟
の元
γ
が単数倍を除き一意に定まる。逆に
𝔟
の元
γ
があると
𝔞𝔟 = (γ)
となる
A
に属するイデアル
𝔞
が定まるので、w を
k に含まれる単数（有限個）の個数とすると、A
のイデアルと
𝔟
のゼロではない元の間に1対 w の対応が定まる。𝔟
の元 γ は、𝔟
の一つの底を [α, β]
とすると整数 m, n を用いて
γ = mα + nβ
と表せる。底は、必要であれば順序を変えて、τ ≔ β/α = x + iy
と置いたとき
y > 0
となるように取っておく。また
d
を
k の判別式とする。以上のことを使って部分 ζ 函数を変形すると
{\displaystyle \zeta (s,A)={\frac {1}{w}}\left({\frac {2}{\sqrt {d}}}\right)^{s}\sum _{(m,n)\neq (0,0)}{\frac {y^{s}}{|m+n\tau |^{2s}}}={\frac {1}{w}}\left({\frac {2}{\sqrt {d}}}\right)^{s}E(\tau ,s)}
と表せることがわかる。こうして出てきた E(τ, s) に第一極限公式を適用し L(s, χ) を計算する。1/(s − 1) の項は χ が非自明であることにより ∑ χ(A) = 0 だから消える。定数項のうち、オイラー・マスケローニ定数の項や log(2) の項も同様の理由で消える。よって定数項には
log(√y|η(τ)|2)
の項だけが残るので、F(A) = √Im(τ) |η(τ)|2 と置くと（これは類 A のみから定まる）、L(s, χ) の s = 1 での値は
{\displaystyle L(1,\chi )=-{\frac {4\pi }{w{\sqrt {d}}}}\sum _{A}\chi (A)\log F(A)}
と表せることがわかる。
これと類数公式をあわせることで虚二次体のヒルベルト類体の類数を計算することができる。また第二極限公式を使うことで射類体の場合にも同様の計算を行うことができる。虚二次体のアーベル拡大に対する類数公式を得るためにクロネッカーの極限公式を使うことは1910年にFueterによってなされていた。